# Coronel Blimp
Coronel Blimp o Vida y muerte del coronel Blimp (The Life and Death of Colonel Blimp) es una película británica de 1943 dirigida por Michael Powell y Emeric Pressburger.

## Argumento
Clive Candy V.C., que combatió contra los bóeres y en la Primera Guerra Mundial, aún cree que una guerra puede ganarse con caballerosidad. Su amigo Theo, a quien conoció en Alemania, intenta persuadirle de lo mucho que han cambiado las cosas desde entonces.